# Cambridgea
Cambridgea là một chi nhện trong họ Stiphidiidae.